# Carmen Jonckheere
Carmen Jonckheere (Roeselare, 1 april 1953 - Gent, 24 mei 1992) was een Vlaamse actrice. Ze was de zus van Martine Jonckheere. Ze overleed aan de gevolgen van kanker.

## Rollen
- De Vorstinnen van Brugge (1972) - Stientje
- Een engel in het pandjeshuis (1973) - Lizzie Shaw
- Yerma (1974)
- De Receptie (1974) - Vestiairebediende
- De ploeg en de sterren (1975) - Vrouw
- Het recht van de sterkste (1975)
- Toch zonde dat 't een hoer is (1978) - Putana
- De Paradijsvogels (1976) - Blanchette
- De man die niet van gedichten hield (1981) - Assistente
- Springen (1985) - Belle
- Starkadd (1985) - Hilde
- Het gezin Van Paemel (1986)
- Langs de Kade (1988)
- Prettige feesten (1989) - Lea
- Alfa Papa Tango (1991)
- De grijze man (1991)
- De Bossen van Vlaanderen (1991) - Flora Blanckaert
- F.C. De Kampioenen (1991) - Mevrouw De Bock